# ŠK Građanski Đakovo
Građanski ŠK bio je nogometni klub iz grada Đakova. 

## Povijest
Nastupao na igralištu zvanom Utvaj, tj. igralište na "Utvaju" i bilo je mnogo bliže središtu grada nego gradskog rivala Zrinjskog. Kolovoza 1919. ujedinio se je s drugim gradskim klubom, "Zrinjskim", osnovanim lipnja 1919. i koji je nastupao na igralištu na Pazarištu, današnjem stadionu NK Đakovo. Ujedinjenjem dvaju klubova nastao je "Đakovački športski klub (ĐŠK)".
Klupske boje 1932. bile su crvena i bijela, a pod godinu osnutka navedena je 1931.
Čini se da je došlo do naknadnog izdvajanja Građanskog iz ĐŠK-a do Drugoga svjetskog rata, jer po vrelima su tijekom i nakon drugoga svjetskog rata ugašeni gradski nogometni klubovi Građanski i gradski takmac Certissa, a odmah po završetku drugoga svjetskog rata, osnovano je Fiskulturno društvo Sloboda Đakovo s nogometnom sekcijom koje je utakmice igralo na Pazarištu. ĐŠK, čiji je prvotni sutvorac bio Građanski, nastavio je djelovati u socijalističkoj Hrvatskoj.